# Terminator 3 - Le macchine ribelli (videogioco)
Terminator 3 - Le macchine ribelli è un videogioco basato sul film omonimo. Si tratta di uno sparatutto in prima persona con elementi di picchiaduro in terza persona. Una versione del gioco è stata pubblicata per Game Boy Advance il 18 novembre 2003 in forma di sparatutto ed una per telefoni cellulari in forma di rompicapo.
Il videogioco utilizza sia l'aspetto che le voci degli attori del film.

## Sequel
Nel 2004 è stato pubblicato un sequel del videogioco intitolato Terminator 3: The Redemption.